# 커티스 힉슨 홀
커티스 힉슨 홀(Curtis Hixon Hall)는 미국 플로리다주 탬파에 위치한 컨벤션 센터이자 실내 경기장이다.